# Cavacurta
Cavacurta es una localidad y comune italiana de la provincia de Lodi, región de Lombardía, con 905 habitantes. Tras un referéndum popular en octubre de 2017, la localidad se ha unido con Camairago, dando origen a la nueva comuna de Castelgerundo.

## Evolución demográfica
| Gráfica de evolución demográfica de Cavacurta entre 1861 y 2001 |
|                                                                 |
| Fuente ISTAT - elaboración gráfica de Wikipedia                 |